# 이규호 (1926년)
이규호(李奎浩, 1926년 6월 19일~2002년 4월 19일)는 대한민국의 철학자, 교육자, 관료이다. 본관은 재령이고, 경남 진주 출생이다. 호는 단계(丹溪).

## 생애
1944년 진주고등학교, 1950년 한국신학대학을 졸업하고 독일 에버하르트 카를스 튀빙겐 대학교에서 철학박사 학위를 받았다. 1962년 중앙대학교 철학과 교수, 1964년 연세대학교 철학과 교수로 재직하였다.
연세대학교 교수로 재직 중 1979년 12월 들어선 신군부에 의해 국토통일원 장관으로 발탁되었고, 1980~1983년 문교부 장관을 지냈다. 문교부 장관 재직중에는 7·30 교육개혁조치를 주도하여 신군부의 이념을 교육정책을 통해 뒷받침했다. 1984~1985년 한국교원대학교 총장을 지내다가 1985년 대통령 비서실장, 1985~1988년 주일본 대사를 역임했다. 1995~1997년 순신대학교 총장으로 재임했다.

## 학력
- 1950년: 한신대학교 학사
- 1962년: 독일 튀빙겐 대학교 철학박사
- 1983년: 미 뉴저지주 시튼홀 대학교 명예법학박사

## 약력
- 1963년: 중앙대학교 교수
- 1964년: 연세대학교 교수
- 1977년: 연세대학교 교육대학원장
- 1979년: 국토통일원 장관
- 1980년: 문교부 장관
- 1984년: 한국교원대 총장
- 1984년: 정신교육중앙협의회 회장
- 1985년: 대통령 비서실장
- 1985년: 주일대사
- 1988년: 외무부 본부대사
- 1992년: 인간개발연구원 회장
- 1992년: 단계학술연구원 원장
- 1995년: 순신대학교 총장

## 상훈
- 1968년 대통령 표창
- 1976년 국민훈장 동백장
- 1988년 국민훈장 무궁화장